# Simone Giacchetta
Simone Giacchetta (Ancona, 28 luglio 1969) è un dirigente sportivo ed ex calciatore italiano, attuale direttore sportivo della Cremonese.

## Carriera
Giacchetta debutta da professionista nel 1986 come attaccante con la Civitanovese: gioca due stagioni in Serie C2, e nel 1988 si trasferisce al Napoli come riserva dei vari Andrea Carnevale, Maradona e Careca. In Campania colleziona solo tre presenze ma segna un goal proprio nella sua gara di esordio alla prima di campionato (disputata il 9 ottobre 1988) nella vittoria casalinga contro l'Atalanta (finale 1-0, gol al 90º minuto).
Ha trascorso gran parte della propria carriera di giocatore nella Reggina (la squadra dove incominciò a giocare nel nuovo ruolo di difensore), della quale è stato il capitano dal 1998 al 2000. Proprio al termine della sua prima stagione da capitano ha conquistato la storica promozione in Serie A. In maglia amaranto ha disputato 276 partite e segnato 15 goal nel corso di 10 stagioni complessive.
Dal 2000-2001 al 2002-2003 ha giocato nel Genoa. Tornato per una stagione ancora alla Reggina, ha concluso la carriera agonistica nel Torino.

## Dirigente
È tornato nel 2006 in riva allo Stretto in qualità prima di dirigente responsabile del settore giovanile, e dal 2010-2011 come responsabile dell'area tecnica. Dalla stagione 2016-2017 fino alla stagione 2020-2021 ha ricoperto il ruolo di direttore sportivo dell'AlbinoLeffe. Dalla stagione 2021-2022 è direttore sportivo della Cremonese.

## Vita privata
Il 15 dicembre 2010 Simone Giacchetta viene sottoposto a un intervento chirurgico a causa di un tumore alle ossa. Il 3 maggio 2011, ormai guarito, fa la sua prima giornata di lavoro al Centro sportivo Sant'Agata.

## Statistiche

### Presenze e reti nei club
| Stagione            | Squadra             | Campionato          | Campionato | Campionato |
| Stagione            | Squadra             | Comp                | Pres       | Reti       |
| ------------------- | ------------------- | ------------------- | ---------- | ---------- |
| 1986-1987           | Civitanovese        | C2                  | 1          | 0          |
| 1987-1988           | Civitanovese        | C2                  | 32         | 8          |
| Totale Civitanovese | Totale Civitanovese | Totale Civitanovese | 33         | 8          |
| 1988-1989           | Napoli              | A                   | 3          | 1          |
| 1989-1990           | Taranto             | C1                  | 23         | 2          |
| 1990-1991           | Taranto             | B                   | 31         | 1          |
| 1991-1992           | Taranto             | B                   | 5          | 0          |
| Totale Taranto      | Totale Taranto      | Totale Taranto      | 59         | 3          |
| ott. 1991-1992      | Reggina             | C1                  | 20         | 3          |
| 1992-1993           | Reggina             | C1                  | 30         | 1          |
| 1993-1994           | Reggina             | C1                  | 35         | 5          |
| 1994-1995           | Reggina             | C1                  | 18         | 1          |
| 1995-1996           | Reggina             | B                   | 30         | 0          |
| 1996-1997           | Reggina             | B                   | 36         | 1          |
| 1997-1998           | Reggina             | B                   | 34         | 2          |
| 1998-1999           | Reggina             | B                   | 35         | 1          |
| 1999-2000           | Reggina             | A                   | 30         | 1          |
| Totale Reggina      | Totale Reggina      | Totale Reggina      | 268        | 15         |
| 2000-2001           | Genoa               | B                   | 23         | 0          |
| 2001-2002           | Genoa               | B                   | 35         | 0          |
| 2002-2003           | Genoa               | B                   | 26         | 1          |
| Totale Genoa        | Totale Genoa        | Totale Genoa        | 84         | 1          |
| 2003-2004           | Reggina             | A                   | 8          | 0          |
| 2004-2005           | Torino              | B                   | 12         | 0          |
| Totale Carriera     | Totale Carriera     | Totale Carriera     | 467        | 28         |

## Palmarès

### Club

#### Competizioni nazionali
- Serie C1: 2

Taranto: 1989-1990
Reggina: 1994-1995

#### Competizioni internazionali
- Coppa UEFA: 1

Napoli: 1988-1989